# IRT (sello discográfico)
IRT fue una compañía discográfica chilena, fundada en 1971 a partir de la nacionalización del sello RCA Victor durante el período de la Unidad Popular, y desaparecida en 1987. Las producciones que se editaron bajo este sello actualmente pertenecen a Arci Music, que también contiene los trabajos de los antiguos sellos Alba, RCA Victor y Colorado, cuyas iniciales conforman su nombre. Su director fue el músico y compositor Julio Numhauser, miembro fundador de las bandas Quilapayún, Amerindios y Somos.
El primer artista publicado por el sello IRT en 1971 fue Humberto Lozán. Su catálogo incluye entre otros trabajos, los primeros álbumes de Los Jaivas, grabaciones de la banda Amerindios y álbumes colectivos con reconocidos músicos de la Nueva Canción Chilena, como es el caso de Chile pueblo, publicado en 1972 e interpretado por Víctor Jara, Quilapayún, Inti-Illimani, Amerindios, Patricio Manns y Ángel Parra. Además acoge el álbum debut del cantautor nicaragüense Hernaldo Zúñiga, Del arco iris, una canción, de 1976.
En mayo de 1973 el sello IRT lanzó el premio "Mapuche" como forma de galardonar a los artistas destacados de dicha discográfica.
Después del golpe de Estado del 11 de septiembre de 1973 se intenta reprivatizar la empresa; su primer propietario, RCA Victor, no se interesa por recomprar la compañía, y a inicios de la década de 1980 se vende la fábrica de discos y se cierra el sello discográfico.